# 海冰

北冰洋的海冰范围从三月到九月的变化

海冰是所有出现在海上的冰的统称。除由海水直接冻结而成的冰外，海冰还包括来源于陆地的河冰、湖冰和冰川冰等。浮冰是指任何漂浮在海上，能够随风和流漂流的冰；固定冰则是沿着海岸形成，并与海岸或海底冻结在一起。
狭义上的海冰特指由海水结成的冰。海水结冰的温度是-1.8 °C（28.8 °F），在结冰过程中大部分盐分被排出，但也会以结晶等形式成为杂质留在冰中。
海冰对高纬度地区以至极地地区的水文、热力循环、洋流和生态系统都有重大影响。海冰过多时可能会导致海港封港，堵塞航道，挤压船舶等问题，因此也是高纬度地区海洋灾害的一种。

## 种类

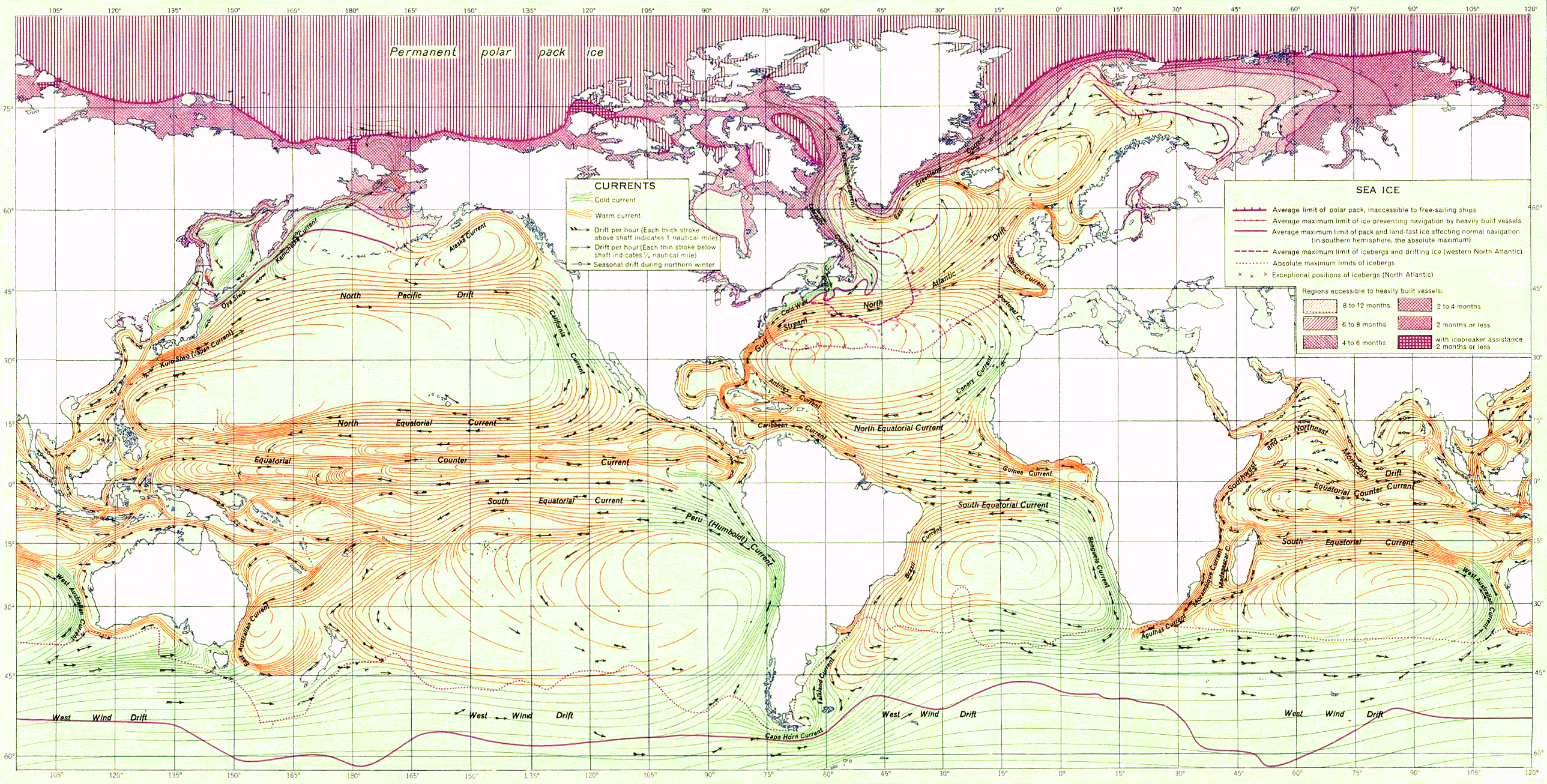
一张1943年的关于洋流和海冰分布的地图。

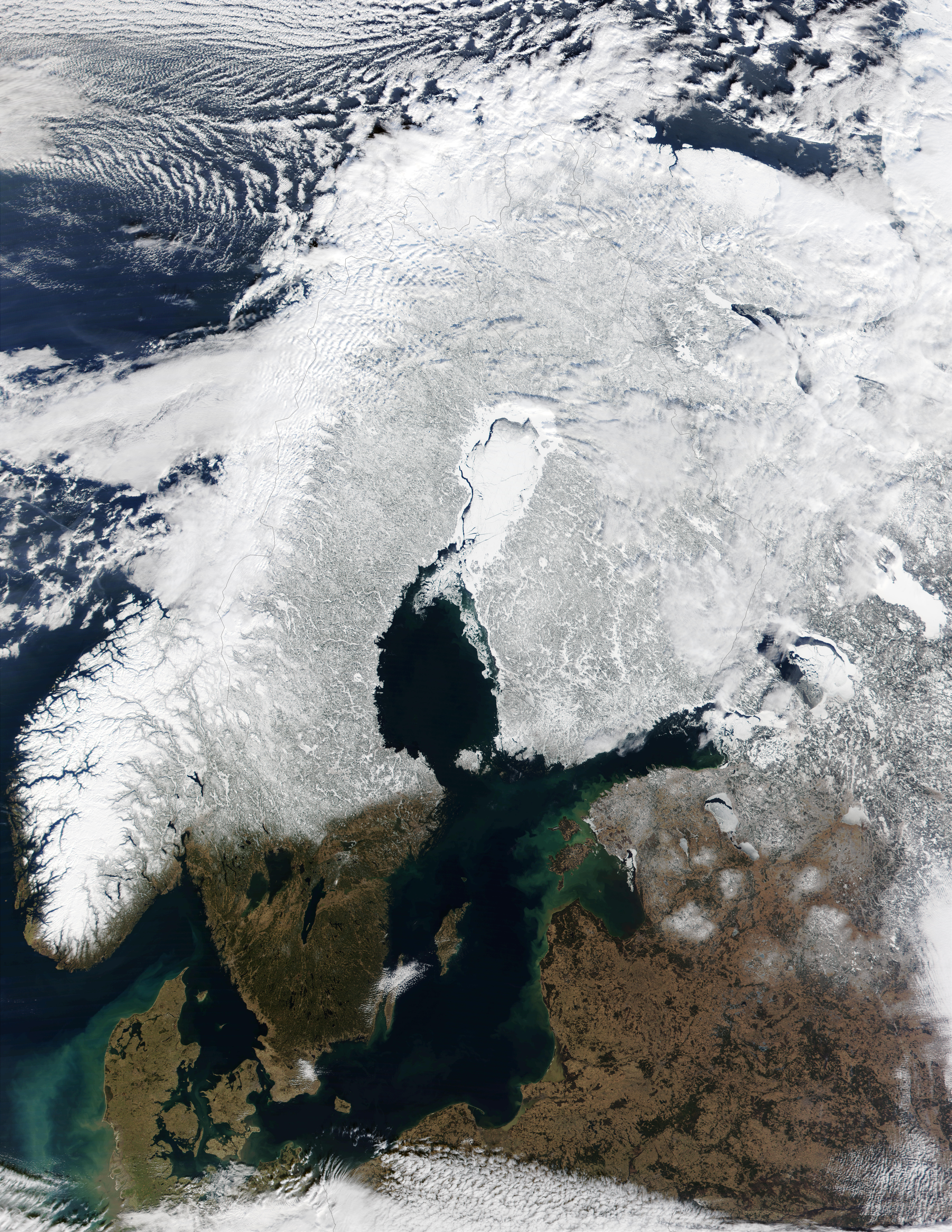
斯堪的纳维亚半岛在冬季的卫星图像。波的尼亞灣和白海都被海冰覆盖。

海冰依形成的方式，可分为两种。一种是沿海岸凝结的海冰，另外是依附浅海大陆架上层的海床结成的海冰，称为固定冰。这样形成的海冰，由于贴靠陆地，不会随洋流和季风而漂流。
另一种海冰则是浮冰，或称流冰。顾名思义，浮冰是漂浮在海面上的冰。由于没有依附陆地，浮冰会随着海面上海水的运动或海风的吹动而运动。当大量浮冰堆积在一起时，会形成堆冰。堆冰可能会自由漂浮，也有可能在经过海岸附近时被沿岸的海冰阻截“俘获”而成为沿岸海冰的一部分。
海冰聚集得最多的地方是地球南北两极附近的极地。它们主要是在北极附近的北冰洋以及南极洲附近的南冰洋上。随着季节变化，海冰的数量和大小都会有显著变化。庞大的海冰在融解和形成时都会对影响地球的水循环，从而影响地球的气候。

## 形成
普通的纯净水的密度在4°C时达到最大，在0°C时结冰。而海水中由于含有盐分，所以密度最大时的温度{\displaystyle {\mathcal {I}}_{max}}和结冰时的温度{\displaystyle {\mathcal {I}}}都与纯水不同，而取决于海水的盐度。当海水的盐度（按千分比计）不超过24.69时，{\displaystyle {\mathcal {I}}_{max}>{\mathcal {I}}}，也就是说，海水表面的气温逐渐下降时，表层海水的温度首先达到密度最大温度{\displaystyle {\mathcal {I}}_{max}}，于是表面海水下沉，形成对流。当气温下降到{\displaystyle {\mathcal {I}}}附近时，表面的海水已经不会往下沉了，因为下面的海水密度更大，于是表层海水直接结冰。而如果盐度（按千分比计）超过了24.69，那么{\displaystyle {\mathcal {I}}_{max}<{\mathcal {I}}}，海面气温下降时首先接近结冰点，这时表层海水由于降温的时候密度变大，所以下沉，而较为温暖的海水上升，形成对流，一直到海水结冰为止。这样的海水结冰过程较为缓慢。
海冰可以在海水中的任一个深度开始形成。在海水表面以下生成的海冰称为水下冰或潜冰，而在海底生成的海冰则称为锚冰。海冰生成以后，由于密度比海水小，会逐渐上升，和海面生成的海冰结合，使海面的海冰逐渐变厚。海冰生成时会将饱和的盐分析出，但也有可能来不及析出而留在冰晶内部，形成所谓的“盐泡”。同时，海水中有不少小气泡，当结成海冰时，气泡也可能留在海冰的冰晶之间，形成“气泡”。因此海冰其实是冰晶、盐泡和气泡的混合体。

## 浮冰

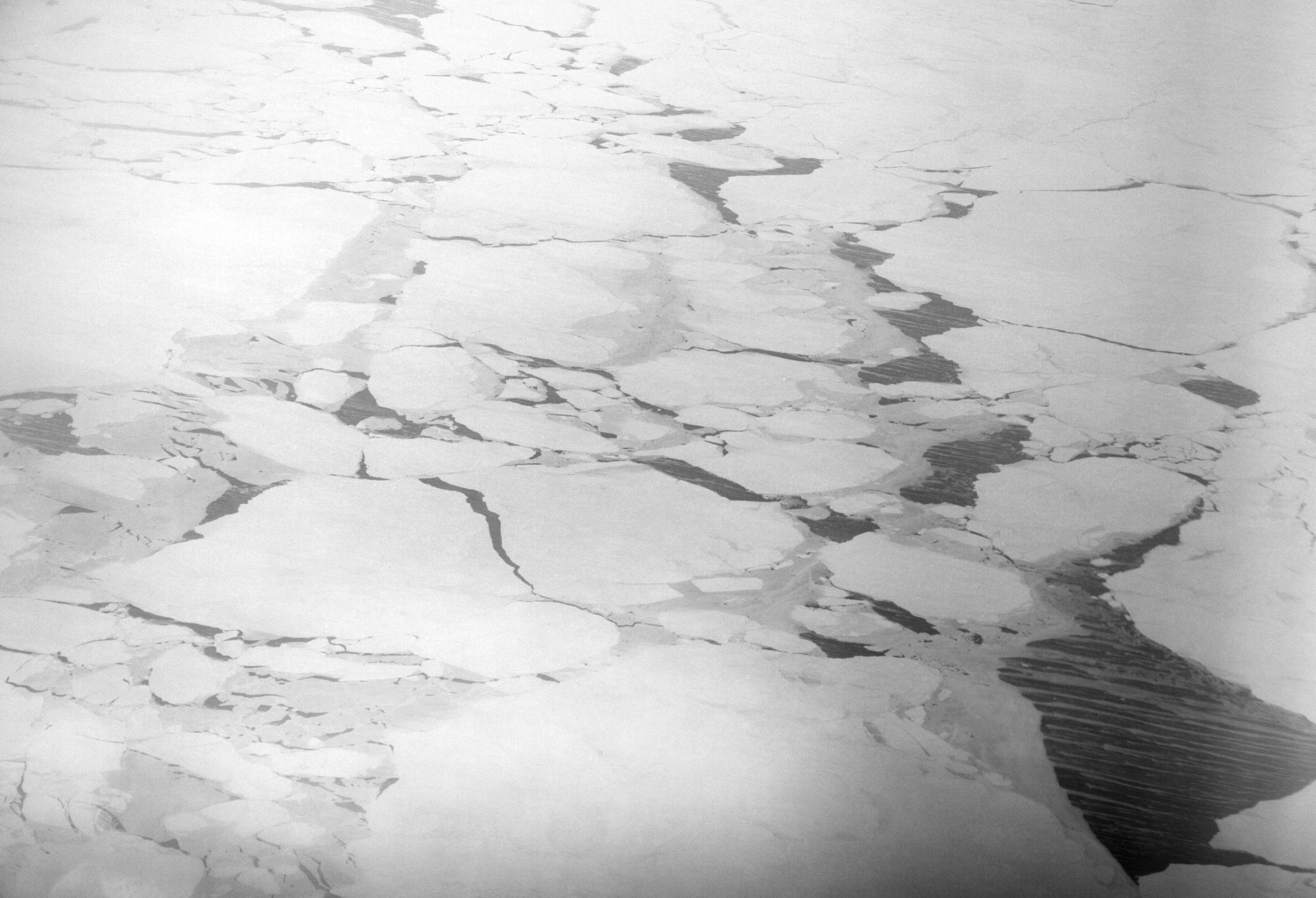
北大西洋上的海冰

海面上的浮冰（流冰）并不是一时就能够形成的，它的形成过程可以分为几个阶段和形态。
- 初生冰

当海上气温下降到海水的冰点，或有雪降到低温的海面上时，海水会开始结冰。这时结成的海冰还不是大块形状，而是呈针状、薄片状、浆糊状或绵状。
- 冰皮

冰皮是由平静的海面直接冰冻结成或者是由初生冰继续冰冻而成的海面冰层。它的厚度大概是5厘米，比较脆，容易被海面的风或海面的水流弄碎，变成长方形的薄冰块。
- 尼罗冰

当初生冰成长到厚度约有10厘米时，开始变得比较有弹性，但依然容易断折。
- 莲叶冰

莲叶冰是直径在30厘米到3米之间，厚度10厘米左右的浮冰。在较为平静的海面上，初生冰可以直接冻结为莲叶冰。而大块的冰皮或尼罗冰破碎后也可以形成莲叶冰。莲叶冰的边缘由于与其它冰块碰撞，而形成一圈凸起，而且形状近似圆形，所以仿佛海面上的一朵朵莲叶，故称为莲叶冰。
- 灰冰和灰白冰和白冰

当寒冷持续时，初生冰、尼罗冰、冰皮和莲叶冰会混杂在一起，厚度继续增加。当厚度增加到10至15厘米时，冰面多呈灰色，称为灰冰。灰冰脆而易断，受挤压的时候会折断而重叠，增加厚度。厚度增加到15至30厘米时，冰块颜色从灰色过渡到灰白色，称为灰白冰。而当厚度增加到30厘米以上时，色泽变为白色，表面凹凸不平，形状也变得不规则了，这时的浮冰称为白冰。
- 一年冰

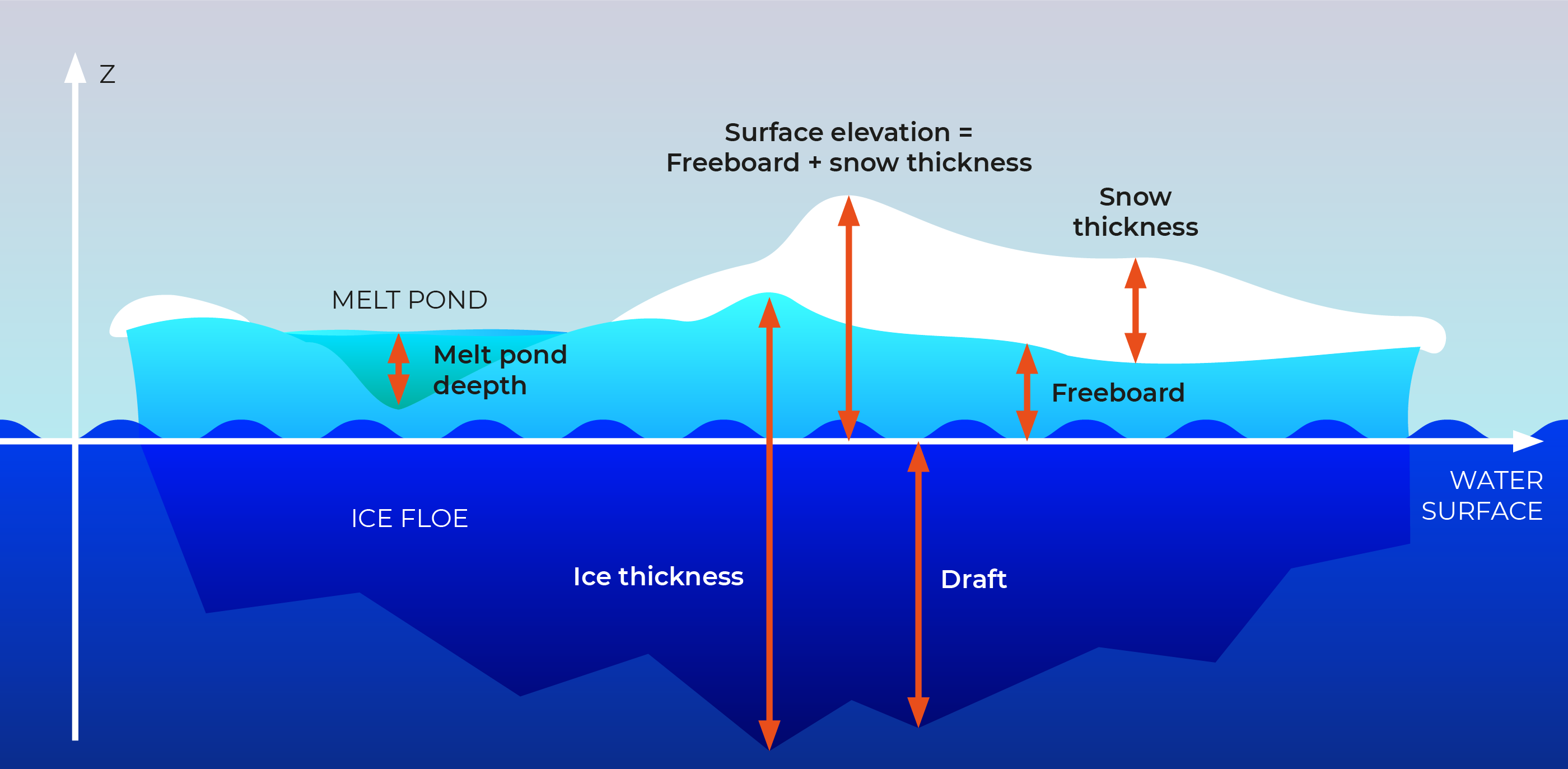
大块浮冰的厚度测量

一年冰是指成长期没有超过一个冬季的白冰，一般厚度在30厘米以上。
- 多年冰（老冰）

多年冰是指至少经过了一个夏季的海冰。由于经过夏天受热，表面融解再结冰，使得表面比较光滑。同时，由于夏季融解时冰晶中的盐泡会融合或析出，老冰的盐度会比一年冰低，而且随着年龄递减。老冰的颜色一般是青色或蓝绿色。

## 固定冰的形态
固定冰是依附于海岸或浅海大陆架生长的海冰，一般分为沿岸冰、搁浅冰和冰脚。沿岸冰是依附于海岸的海冰，从海岸向深海延伸。在潮汐作用下会有上下运动。搁浅冰是被沿岸冰拦截的浮冰，或者是退潮时留在岸边的浮冰。而冰脚则是沿岸冰和海岸之间的固定部分，不会随潮汐升降。